# Amauromyza verbasci
Mouche mineuse du bouillon blanc
Espèce
Amauromyza verbasci, la Mouche mineuse du bouillon blanc, est une espèce d'insectes diptères brachycères (à antennes courtes) de la famille des Agromyzidae.

## Plantes-hôtes
Verbascum, Scrophularia, Buddleja, Phygelius capensis.

## Répartition
Europe.

## Classification
Le nom valide complet (avec auteur) de ce taxon est Amauromyza verbasci (Bouché, 1847). L'espèce a été initialement classée dans le genre Agromyza sous le protonyme Agromyza verbasci Bouché, 1847,.
Amauromyza verbasci a pour synonymes :
- Agromyza macquarti Goureau, 1851
- Agromyza verbasci Bouché, 1847
- Amauromyza macquarti (Goureau, 1851)
- Oscinis macquarti Goureau, 1851

## Publication originale
- (de) P. Fr. Bouché, « Beiträge zur Kenntiss der Insekten-Larven », Entomologische Zeitung, Szczecin, vol. 8,‎ 1847, p. 142-146 (OCLC 8441524, lire en ligne).